# Squalus brevirostris
 Squalus brevirostris  — вид рода усатых колючих акул семейства катрановых акул отряда катранообразных. Обитает в северо-западной части Тихого океана. Встречается на глубине до 130 м. Максимальный зарегистрированный размер 60 см. Размножается яйцеживорождением. Не представляет интереса для коммерческого рыболовства.

## Таксономия
Впервые научно вид описан в 1917 году. Видовой эпитет происходит от слов лат. brevis  — «короткий»  и лат. rostrum  — «клюв». Ранее Squalus brevirostris, обитающие в северо-западной части Тихого океана, считались синонимом Squalus megalops, населяющих воды Австралии. Однако недавний пересмотр катрановых акул индо-тихоокеанской области чётко разделил эти два рода. Ошибки в идентификации катрановых акул в северо-западной части Тихого океана представляет собой проблему, которая может негативно влиять на качество данных об этих акулах. 

## Ареал
Squalus brevirostris обитают в северо-западной части Тихого океана от южного побережья Японии до Южно-Китайского моря, включая воды острова Рюкю и Вьетнама. Эти акулы встречаются субтропических водах на глубине до 130 м.

## Описание
Максимальный зарегистрированный размер составляет 60 см. Тело вытянутое. У основания спинных плавников имеются длинные шипы. Анальный плавник отсутствует. 

## Биология
Эти малоизученные акулы размножаются яйцеживорождением. 

## Взаимодействие с человеком
Вид не представляет интереса для коммерческого промысла. Иногда в качестве прилова попадает в донные тралы и яруса. Вероятно, мясо и печень этих акул используют так же, как и прочих катрановых акул. Данных для оценки Международным союзом охраны природы статуса сохранности вида недостаточно.